# Sculptor’s Cave

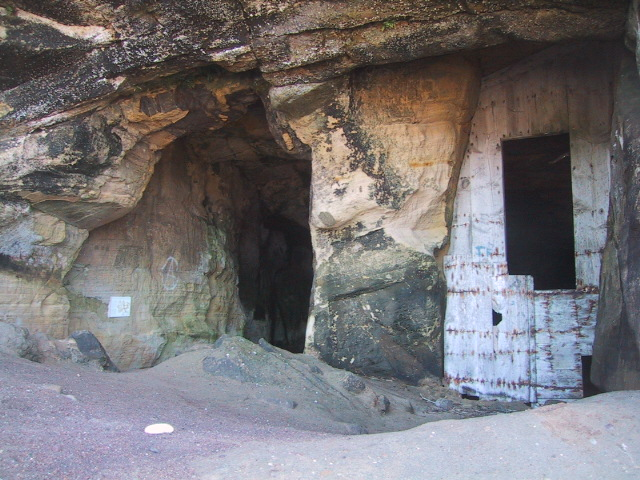
Sculptor’s Cave

Die 1928/29 ausgegrabene Sculptor’s Cave (deutsch „Höhle des Bildhauers“) ist eine meernahe Naturhöhle bei Elgin in Moray in Schottland, deren Eingangsbereich mit piktischen Symbolen verziert ist. Dazu gehören unter anderem Blumen (englisch pictish flowers), Fische, Halbmonde, dreifache Ovale, Pentagramme, rechteckige Symbole, Spiegel und V-Stäbe. Bei der Angabe der Zahl der Symbole gibt es Schwankungen. Trotz sorgfältiger Recherche im Jahr 1979 wurden in der Höhle keine Symbole gefunden. Symbolgruppen liegen nur in der Nähe der beiden Eingänge. 
Die Höhle ist als Scheduled Monument geschützt.

## Beschreibung
Die fast unzugängliche Höhle liegt in einer kleinen Bucht an der Südküste des Moray Firth. Sie hat zwei nebeneinander liegende Eingänge. Der Osteingang ist 3,0 m breit und 2,5 m hoch. Der Westeingang ist 2,0 m breit und dort, wo ausgegraben wurde, 4,5 m hoch. Von den Eingängen laufen zwei etwa 11 m lange Gänge in eine 20 × 13,5 m große und etwa 4,0 m hohe Kaverne. 

## Funde
Die Grabungsfunde aus der Höhle reichen von der Bronze- und Eisenzeit (darunter Keramik, 4. Jahrhundert n. Chr.) und befinden sich im Museum von Elgin. Die Schichten der Höhle erbrachten Knochen von Menschen und Tieren, darunter Fisch- und Vogelknochen eine Wikingerniete und römische Funde: Armbänder, Keramik, Münzen, Nadeln und Ringe. Die römischen Funde aus dem 2. Jahrhundert bestehen aus Terra sigillata und Grobkeramik, die aus dem 4. Jahrhundert aus Broschen, Nadeln, Stiften, Ringen und Ringfibeln aus Bronze sowie Glasperlen. Sieben Bernsteinperlen wurden in einer Schicht aus der jüngeren Eisenzeit vermischt mit der aus der römischen Zeit gefunden.

## Zeitstellung
1929/30 lieferte die Ausgrabung von S. Benton Belege für zwei Perioden hoher Aktivität. Die früheren der kulturellen Ablagerungen werden durch Metallarbeiten der Ewart-Park-Phase (etwa 1000–800 v. Chr.) der späten Bronzezeit angezeigt. Eine spätere Schicht enthält eine reiche Ansammlung von römischem Material des 2. bis 4. Jahrhunderts n. Chr. Die zweite Nutzungsphase der Höhle erfolgte demnach zur Piktenzeit, etwa gleichzeitig mit der des nahegelegenen Burghead Fort. 
Das auffälligste Merkmal der Höhle ist die erhebliche Anzahl menschlicher Überreste. S. Benton holte rund 1800 menschliche Knochen aus den Ablagerungen. Die Halswirbel von Erwachsenen zeigen Spuren von Enthauptungen. Hirten fanden weitere Knochen, darunter mehrere Kiefer von Jugendlichen, die Anzeichen für abgetrennte Köpfe am Höhleneingang sein können. Ungeachtet der eingeschränkten stratigraphischen Kontrolle und der fehlenden Belege für eine Datierung wurde das gesamte menschliche Knochenmaterial lange der Spätbronzezeit zugewiesen. Allerdings warf eine erneute Prüfung der Halswirbel Zweifel auf, denn zumindest einige Schnittmarken müssen durch scharfe Eisenklingen verursacht worden sein. Eine erste Probe hat ein C-14-Datum von 231 bis 395 n. Chr., also aus der römischen Eisenzeit, erbracht. 